# دانلیری

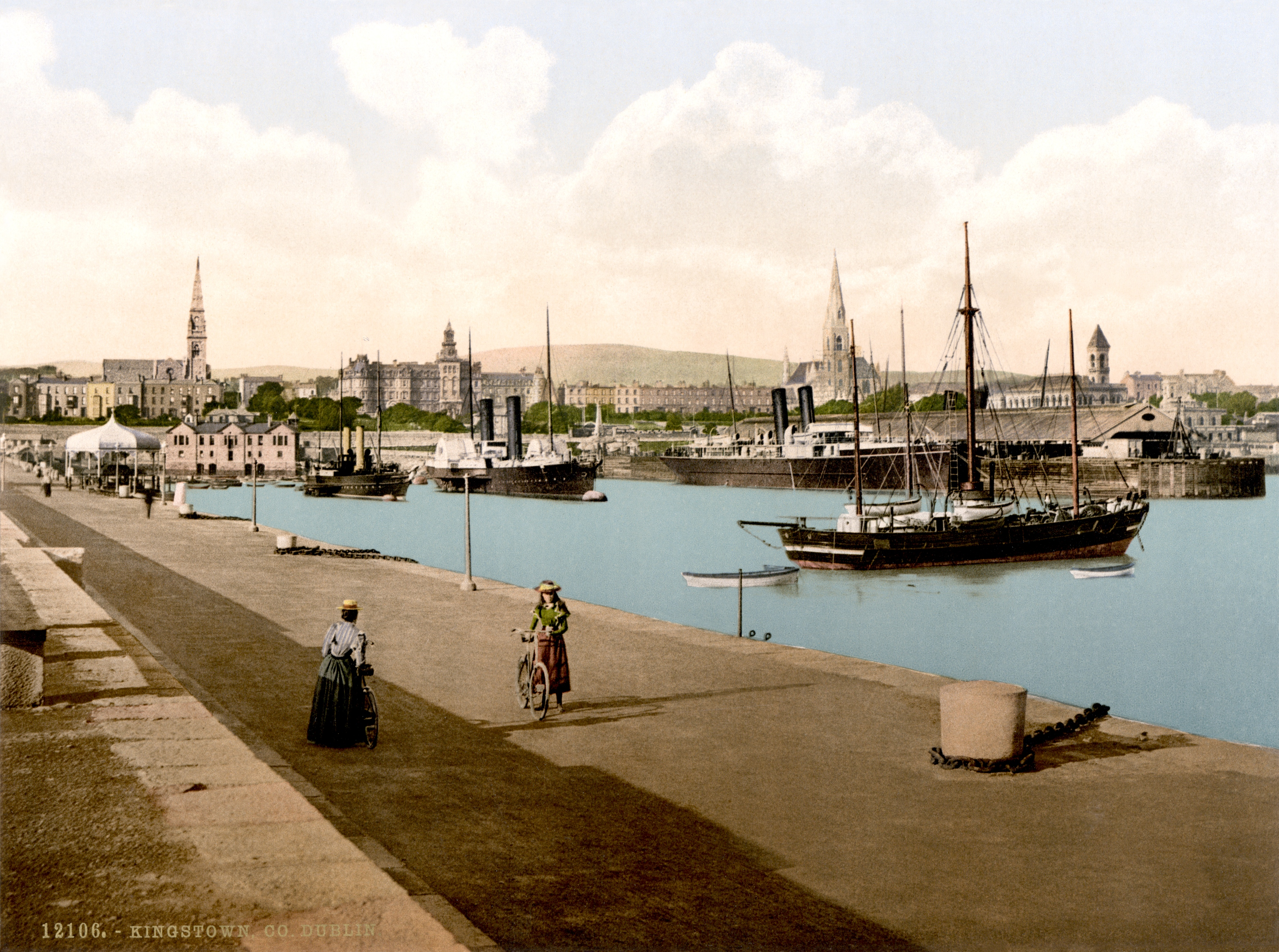
شهر دانلیری در حدود سال‌های ۱۸۹۰ تا ۱۹۰۰ میلادی

شهر دانلیری (به انگلیسی: Dún Laoghaire) با جمعیت ۲۳٫۸۵۷ نفر  در شهرستان دوبلین در کشور جمهوری ایرلند واقع شده‌است.